# Warneton

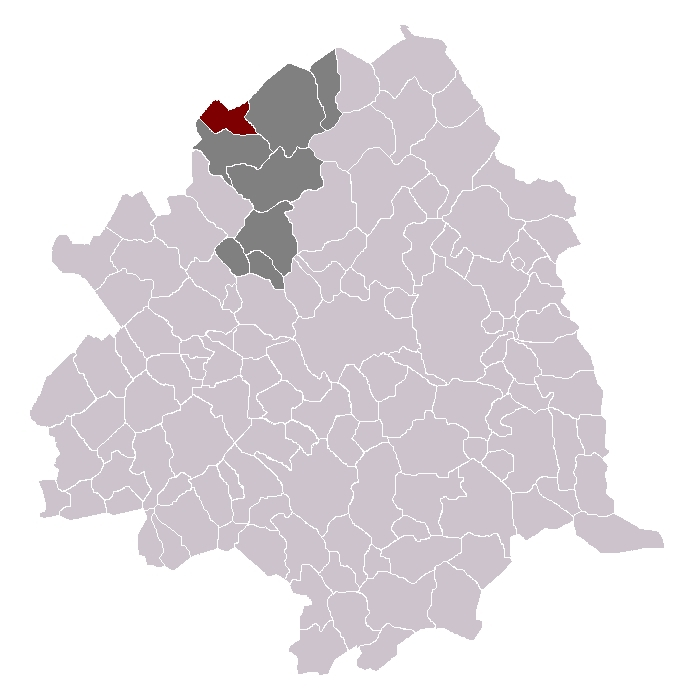
Ubicació de Warneton dins del cantó i el districte

Warneton és un municipi francès, situat a la regió dels Alts de França, al departament del Nord. L'any 2006 tenia 189 habitants. Limita al nord amb Comines-Warneton, a l'est amb Comines, al sud-oest amb Deûlémont i al sud-est amb Quesnoy-sur-Deûle.

## Demografia
| 1962                                       | 1968 | 1975 | 1982 | 1990 | 1999 | 2006 |
| ------------------------------------------ | ---- | ---- | ---- | ---- | ---- | ---- |
| 178                                        | 197  | 198  | 171  | 179  | 178  | 189  |
| Des de 1962: població sense dobles comptes |      |      |      |      |      |      |

## Administració
| Període | Identitat            | Partit |
| ------- | -------------------- | ------ |
| 2001 -  | Jean-Jacques Veroone |        |